# Bhumlichok
Bhumlichok (nep. भुम्लिचोक) – gaun wikas samiti w zachodniej części Nepalu w strefie Gandaki w dystrykcie Gorkha. Według nepalskiego spisu powszechnego z 2001 roku liczył on 592 gospodarstw domowych i 3750 mieszkańców (1927 kobiet i 1823 mężczyzn).